# Diêm vương

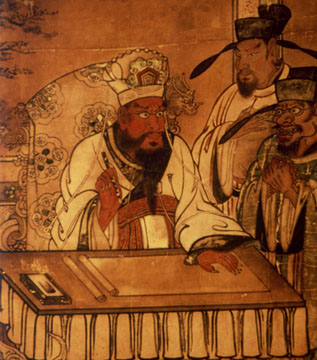
Tranh tường miêu tả diêm vương vào thời kỳ Azuchi-Momoyama, được tìm thấy ở Nara, Nhật Bản.

Diêm Ma La Già (chữ Hán: 閻魔羅闍, dịch âm từ tiếng Phạn "यमराज" Yamarāja - Quả ma nhật hạ), gọi tắt là Diêm La vương (閻羅王) hoặc Diêm vương (閻王), Minh vương (冥王) là vị vua cai quản địa ngục trong tín ngưỡng Ấn Độ giáo và Phật giáo.